# Gutshof Völpke

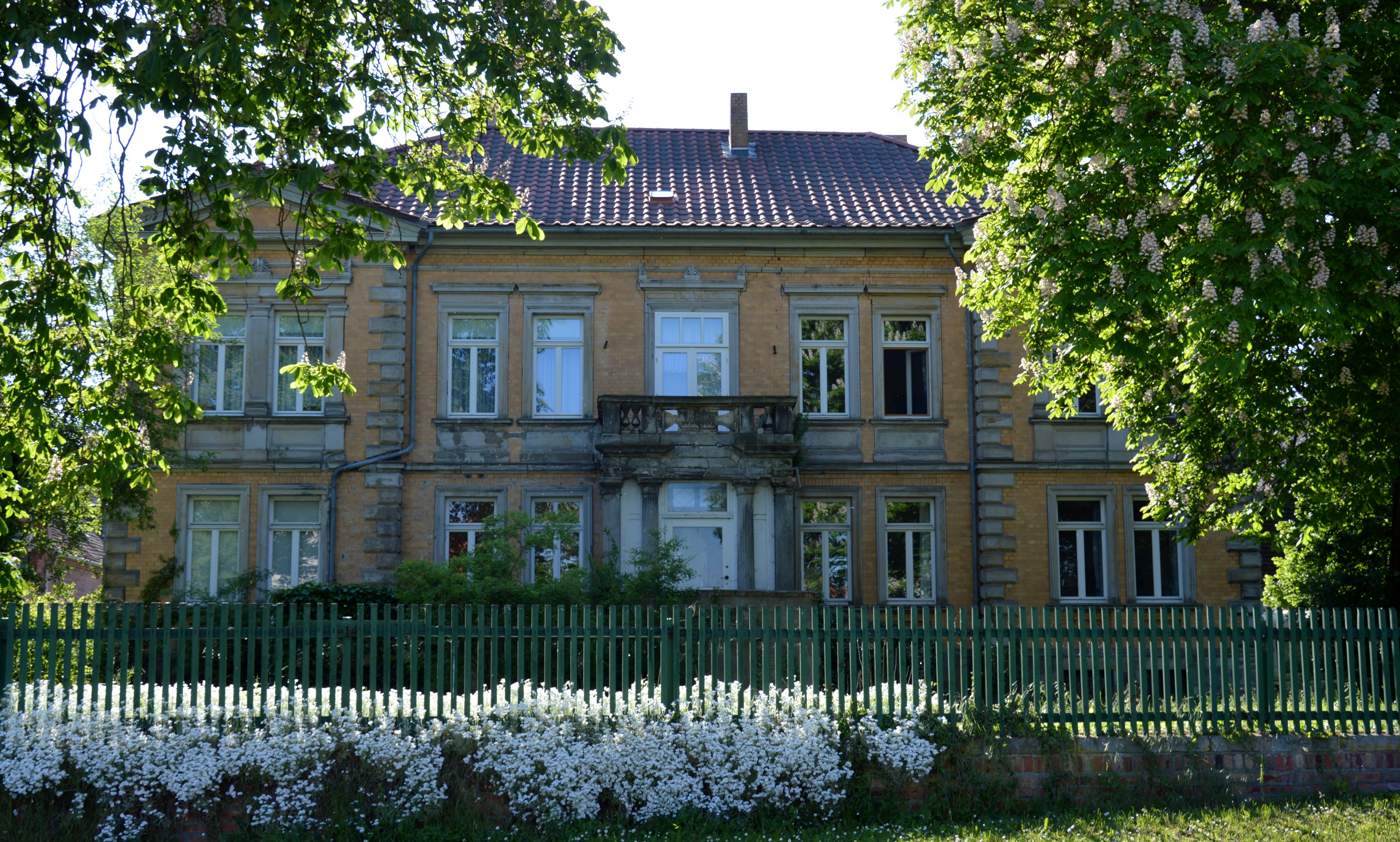
Gutshof Völpke, 2017

Der Gutshof Völpke ist ein denkmalgeschützter Gutshof in Völpke in Sachsen-Anhalt.

## Lage
Der Gutshof befindet sich westlich des Ortszentrums von Völpke an der Adresse Am Kamp 1.

## Architektur
Das große, traufständig an der Straße ausgerichtete Wohnhaus des Gutshofes wurde 1882 in massiver Bauweise errichtet. Der repräsentativ gestaltete verputzte Bau verfügt an den Außenseiten über zweiachsige Seitenrisalite. Die Treppe des Hauses ist mittig angeordnet. Das Gebäude verfügt über einen mit farbigen Fenstern im Jugendstil versehenen Vorbau. Zum Gutshof gehören große, das Völpker Ortsbild prägende Wirtschaftsgebäude.

## Geschichte
Der Gutshof war Teil des Rittergutes II mit einer Größe von 355 Hektar und stand im Eigentum von Erich Baumeister, der nach 1945 entschädigungslos enteignet wurde. Im Denkmalverzeichnis für Völpke ist der Gutshof unter der Erfassungsnummer 094 56502 als Baudenkmal verzeichnet.